# Miguel Davis
Miguel Davis García, né le 18 juin 1966, est un footballeur international costaricien. Il évoluait au poste de milieu de terrain.

## Biographie
Miguel Davis est retenu par le sélectionneur Bora Milutinović afin de participer à la Coupe du monde 1990 organisée en Italie. Lors du mondial, il ne joue aucun match.
Le 23 août 1992, il joue un match face au Panama comptant pour les éliminatoires du mondial 1994.

## Palmarès
- Champion du Costa Rica en 1991 avec le LD Alajuelense[2]